# Kanton Baignes-Sainte-Radegonde
Kanton Baignes-Sainte-Radegonde (fr. Canton de Baignes-Sainte-Radegonde) je francouzský kanton v departementu Charente v regionu Poitou-Charentes. Skládá se z osmi obcí.

## Obce kantonu
- Baignes-Sainte-Radegonde
- Bors
- Chantillac
- Condéon
- Lamérac
- Reignac
- Le Tâtre
- Touvérac